# Krasni (Primorsko-Ajtarsk, Krasnodar)
Krasni (del ruso: Красный) es un jútor del raión de Primorsko-Ajtarsk del krai de Krasnodar en el sur de Rusia. Está situado en el conjunto de marismas y limanes que forman la desembocadura del río Kirpili, 32 km al sudeste de Primorsko-Ajtarsk y 101 km al noroeste de Krasnodar, la capital del krai. Tenía 7 habitantes en 2010.
Pertenece al municipio Stepnoye.